# 폐열

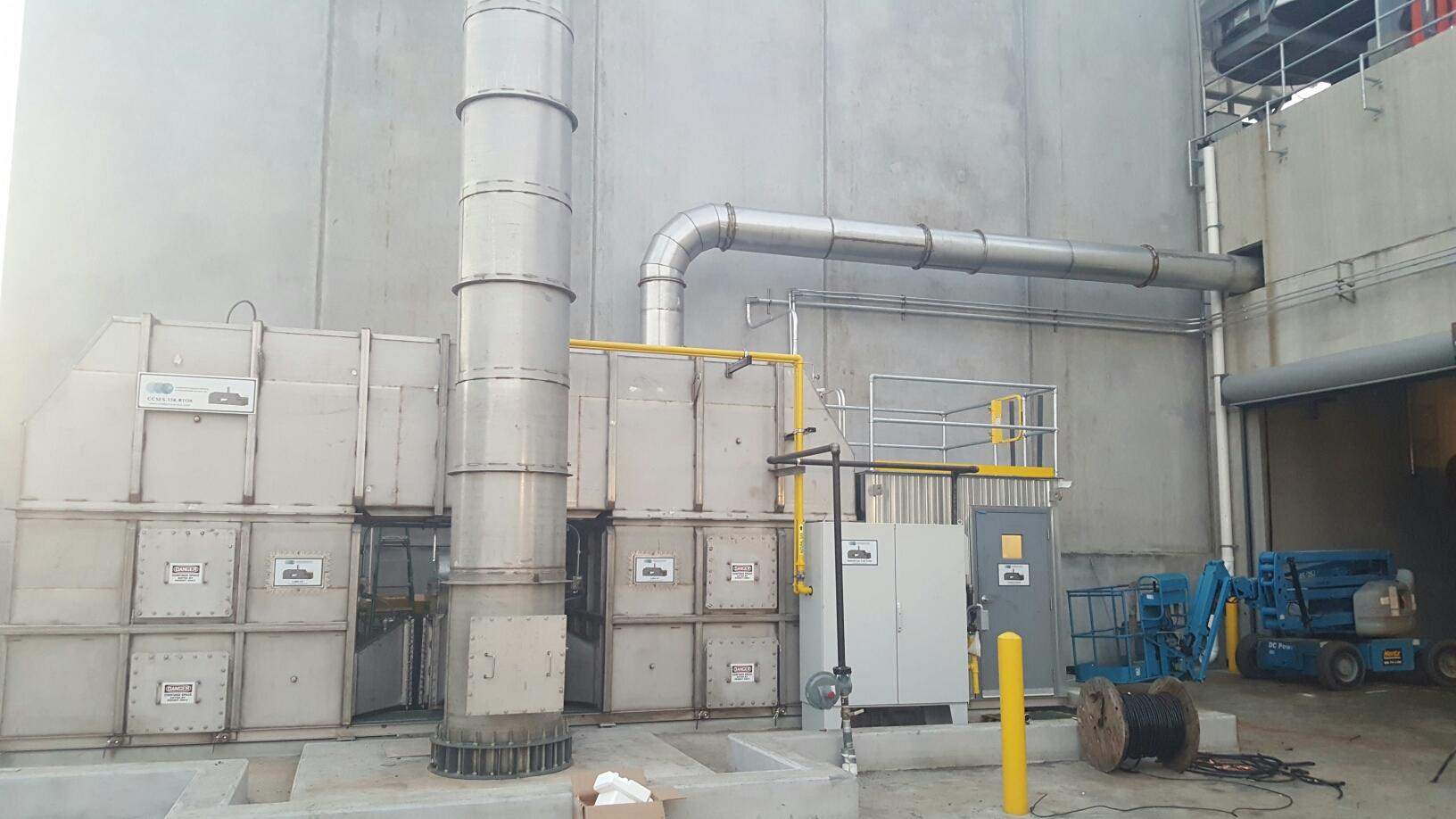
열산화기는 산업 시스템의 폐열에 대한 재생 공정을 사용할 수 있다.

폐열(Waste heat) 또는 여열(餘熱)은 기계나 에너지를 사용하는 기타 공정에서 작업의 부산물로 생성되는 열이다. 이러한 모든 과정은 열역학 법칙의 기본 결과로 일부 폐열을 방출한다. 폐열은 원래 에너지원보다 유용성이 낮다(또는 열역학 용어집에서는 엑서지나 엔트로피가 낮음). 폐열원에는 인간 활동, 자연계, 모든 유기체가 포함된다. 예를 들어 백열 전구가 뜨거워지고, 냉장고가 실내 공기를 데우고, 피크 시간대에 건축물이 뜨거워지고, 내연기관이 고온을 발생시킨다. 배기 가스 및 전자 부품은 작동 중에 따뜻해진다.
주변 환경으로 방출되어 "낭비"되는 대신 때로는 폐열(또는 냉기)을 다른 프로세스(예: 뜨거운 엔진 냉각수를 사용하여 차량 가열)에 사용하거나 낭비되는 열의 일부를 사용할 수 있다. (건물의 열회수 환기와 마찬가지로) 보충 열이 시스템에 추가되면 동일한 공정에서 재사용된다.
열이나 냉기를 단기 및 장기적으로 유지하는 기술을 포함하는 열 에너지 저장 장치는 폐열(또는 냉기)의 활용도를 높이거나 향상시킬 수 있다. 한 가지 예는 야간 난방을 돕기 위해 완충 탱크에 저장된 공조 기계의 폐열이다. 또 다른 하나는 스웨덴 주조소의 계절별 열에너지 저장(STES)이다. 열은 시추공이 장착된 열교환기 클러스터 주변의 기반암에 저장되며, 몇 달 후에도 필요에 따라 인접한 공장의 공간 난방에 사용된다. 자연 폐열을 사용하기 위해 STES를 사용하는 예는 캐나다 앨버타주에 있는 드레이크 랜딩 솔라 커뮤니티(Drake Landing Solar Community)이다. 이 곳은 계절 간 열 저장을 위해 기반암에 있는 시추공 클러스터를 사용하여 태양열 집열기에서 연중 열의 97%를 얻는다. 또 다른 STES 애플리케이션은 여름철 냉방을 위해 겨울철 추운 지하를 저장하는 것이다.
생물학적 규모에서 모든 유기체는 대사 과정의 일부로 폐열을 거부하며 주변 온도가 너무 높아 이를 허용할 수 없으면 죽게 된다.
인위적인 폐열은 도시 열섬 효과에 기여할 수 있다. 폐열의 가장 큰 점원은 기계(예: 발전기 또는 강철이나 유리 생산과 같은 산업 공정)와 건물 외피를 통한 열 손실에서 발생한다. 운송 연료의 연소는 폐열 발생의 주요 원인이다.

## 같이 보기
- 열 오염